# Tyler Graham
Tyler Graham (Great Falls, Montana, 1984. január 25. –) amerikai baseballozó és baseballedző, 2023-tól a Michigan Wolverines edzőhelyettese.

## Játékosként
A Charles M. Russell középiskolába és az Oregoni Állami Egyetemre járt. A 2005-ös MLB-draft során a Chicago Cubs kiválasztotta, de ő a Beaversnél maradt. 2006-ban megnyerték a College World Seriest; az évben a San Francisco Giantsszel szerződött. 2011-ben a Fresno Grizzlies játékosa lett.
2012. május 1-jén a Giants várólistájára került és 14-én az Arizona Diamondbacks szerződtette. Első mérkőzését 2012. szeptember 7-én játszotta. November 3-án elbocsátották; a hónap végén térdműtéte volt, majd a York Revolution játékosa lett. 2013-ban a York mellett a Fargo-Moorhead RedHawks, a Winnipeg Goldeyes és a mexikói Rojos del Águila de Veracruz játékosa volt.
Utolsó szezonját a Giantsnél játszotta.

## Edzőként
2015–2016-ban az Oregon State Beavers edzőhelyettese, 2017 és 2019 között pedig játékosfejlődési vezetője volt. Egy ideig az Okotoks Dawgs és a Medford Rogues edzője volt.
2020-ban a Texas Rangers felvette a Nashville Sounds edzőjeként. 2023. július 26-án a Michigan Wolverines edzőhelyettese lett.

## Fordítás
- Ez a szócikk részben vagy egészben  a   Tyler Graham című angol Wikipédia-szócikk ezen változatának fordításán alapul.  Az eredeti cikk szerkesztőit annak laptörténete sorolja fel. Ez a jelzés csupán a megfogalmazás eredetét és a szerzői jogokat jelzi, nem szolgál a cikkben szereplő információk forrásmegjelöléseként.